# قراشل (معجنات)
القراشل أو الكراشل أو كما تسمى في المغرب الڭرص، وهي لفائف السمسم المغربية التقليدية المصنوعة من اليانسون والشمر. تقدم مع الشاي أو القهوة وتقدم مع الجبن أو تدهن بزيت الزيتون أو المربى، وهي تشبه البريوش الفرنسي، لكن الاختلاف بوجود بذور اليانسون التي تمنحها نكهة إضافية.
عرفت القراشل في المطبخ المغربي في منتصف القرن السادس عشر، أواخر الدولة الوطاسية وأوائل الدولة السعدية، اشتهر حاكم مراكش الوطاسي، ناصر بوشنتوف، الذي قتل بواسطة قراشل مسمومة.

## التسمية
المصطلح المغربي "قراشل" مكتوب بصيغة الجمع، من المفرد "قرشلة" و "قريشلة" المصغرة. والتي يمكن أن تشير إلى حلويات مغربية صغيرة يرش عليها السمسم. يمكن أن يختلف اسم هذه الكعك المغربي من منطقة إلى أخرى، لان بعض المناطق تطلق عليه تسمية "الكراشل".

## المكونات
يمكن أن تختلف وصفة مكونات القراشل من منطقة إلى أخرى، لكن الأكثر شيوعًا، تشمل الحليب والبيض وبذور اليانسون والسمسم والسكر وخميرة الخباز وماء زهر البرتقال والزبدة والدقيق. بعض الوصفات تضيف الشوكولاتة أيضًا.